# 코르베시아
코르베시아 (Corveissiat)는 프랑스 오베르뉴론알프 앵주의 코뮌이다.

## 지리
앵주 북부의 르베르몽 자연구역에 위치해 있으며, 앵강 변에 자리잡고 있다. 부르캉브레스 아롱디스망, 생테티엔뒤부아 캉통에 속해 있으며, 바생드부르캉브레스 복합공동체의 일원이다.

## 역사
1943년 생모리스데샤조, 1964년 아르낭을 각각 흡수하여 지금에 이른다.

## 명소
- 생모리스데샤조 교회 (Église de Saint-Maurice-d'Échazeaux) - 1941년 프랑스 사적 지정
- 콩플랑성 (Château de Conflans) - 생모리스데샤조에서 동쪽으로 상송강과 앵강이 합류하는 지점에 위치해 있다. 성내 탑과 더불어 붙어 있는 농장은 13세기 말 몽벨리아르 백작 르노 드 부르고뉴가 지었다.
- 다르낭성 (Chateau d'Arnans) 유적
- 코르베시아 동굴

## 같이 보기
- 앵주의 코뮌 목록